# Procès de Treblinka
Pour les articles homonymes, voir Treblinka (homonymie).
Le procès de Treblinka est une série de deux procès concernant des anciens SS ayant travaillé dans le camp d'extermination de Treblinka lors de la Seconde Guerre mondiale. Le procès débuta en 1964 à Düsseldorf, en Allemagne de l'Ouest. Il fut l'un des nombreux procès pour crime de guerre qui se tinrent à cette époque comme le procès Eichmann à Jérusalem en 1961, le Procès de Francfort concernant Auschwitz en 1963-1965 et qui permirent à l'opinion publique de se faire une idée de l'étendue des crimes perpétrés quelque vingt années auparavant par les bureaucrates et les exécutants nazis en Pologne occupée. Durant ces mêmes années et celles qui suivirent, des procès distincts se tinrent également comme ceux relatifs au personnel du camp d'extermination de Bełżec (1963-1965), de celui du camp d'extermination de Sobibor (1966) et du camp de Majdanek (1975-1981).

## Procès Hirtreiter
En 1946, Josef Hirtreiter (en) est arrêté au cours d'enquêtes alliées concernant le meurtre de personnes handicapées dans le centre d'euthanasie Hadamar. Bien qu'il ne soit pas considéré comme impliqué pénalement au centre Hadamar, il avoue cependant avoir travaillé dans un camp près du village polonais de Małkinia, où des juifs ont été tués dans une chambre à gaz. Des enquêtes supplémentaires prouvent l'implication de Hirtreiter au camp d'extermination de Treblinka, où il supervise notamment la désorganisation des victimes avant leur gazage. Il est accusé d'avoir participé à des massacres de juifs, en particulier le meurtre de plus de 10 personnes, dont des nourrissons. Le 3 mars 1951, Hirtreiter fut condamné à la réclusion à perpétuité.

## Premier procès de Treblinka
En juillet 1959, l'Agence centrale du spécialiste allemand Dietrich Zeug, présent au procès d'Eichmann, est chargé d'enquêter sur les crimes commis dans le territoire du gouvernement général de Pologne pendant la guerre. Son enquête mène à l'arrestation du commandant adjoint de Treblinka le 2 décembre 1959. Zeug a reçu des témoignages de survivants de Yad Vashem qui lui ont permis d'examiner les archives nationales allemandes pour approfondir son enquête. Il a été le premier à établir la chaîne de commandement de l'Opération Reinhard.
Le premier procès de Treblinka débute le 12 octobre 1964 avec onze SS du camp, soit environ un quart du personnel SS employé lors de l'extermination des Juifs à bord des trains de l'Holocauste. Plus de 100 témoins témoignent à la barre, avec des preuves à charge présentées par Franciszek Ząbecki, employé par la Reichsbahn lorsque les trains de l'Holocauste partaient à destination de la Pologne occupée. Ses dires s’appuient sur des lettres de cheminement allemandes d’époque qu'il a lui-même rassemblées. Les verdicts sont prononcés le 3 septembre 1965 :
| Accusé                 | Photo | Rang                | Fonction                                                                          | Sentence              | Suite                                                                |
| ---------------------- | ----- | ------------------- | --------------------------------------------------------------------------------- | --------------------- | -------------------------------------------------------------------- |
| Kurt Franz             |       | SS-Untersturmführer | Commandant adjoint                                                                | Prison à vie          | Purgé 28 ans, libéré en 1993, meurt en 1998                          |
| Otto Richard Horn      |       | SS-Unterscharführer | Totenlager – Croque-mort                                                          | Acquitté              |                                                                      |
| Erwin Lambert          |       | SS-Unterscharführer | Chef des constructions des chambres à gaz                                         | 4 ans de prison       | Peine purgée. Meurt en 1976                                          |
| Heinrich Matthes       |       | SS-Scharführer      | Chef du Totenlager                                                                | Prison à vie          |                                                                      |
| Willi Mentz (en)       |       | SS-Unterscharführer | Leichenkommando, Landwirtschaftskommando puis « infirmier de la mort » (Lazarett) | Prison à vie          | Libéré en 1978 et meurt 3 ans après                                  |
| August-Wilhelm Miete   |       | SS-Unterscharführer | Lazarett – « Ange de la mort »                                                    | Prison à vie          | Relâché en 1980 Meurt en aout 1987                                   |
| Gustav Münzberger (en) |       | SS-Unterscharführer | Totenlager – Chambres à gaz                                                       | 12 ans de prison      | Purgé 6 ans, libéré pour bon comportement en 1971, meurt 6 ans après |
| Albert Rum (de)        |       | SS-Unterscharführer | Totenlager – Chambres à gaz                                                       | 3 ans de prison       |                                                                      |
| Otto Stadie (en)       |       | SS-Unterscharführer | Administration du camp                                                            | 7 ans de prison       | Libéré pour raison de santé, meurt en 1977                           |
| Franz Suchomel         |       | SS-Unterscharführer | Goldjuden (chargés de la récupération et du tri d’objets de valeur)               | 7 ans de prison       | Purgé 4 ans, libéré, meurt en 1979                                   |
| Kurt Küttner (en)      |       | SS-Oberscharführer  | Chef du camp inférieur de Treblinka II                                            | Meurt avant le procès |                                                                      |

## Deuxième procès de Treblinka
Le deuxième procès de Treblinka, connu sous le nom de procès Stangl, se déroule du 13 mai au 22 décembre 1970, soit cinq ans après le premier procès. Dans ce procès, seul le commandant du camp, Franz Stangl, expulsé trois ans plus tôt du Brésil, est accusé. Stangl avait déjà contribué aux meurtres de personnes handicapées pendant l'Aktion T4, avant de devenir commandant de Sobibor puis de Treblinka. La plupart des tueries de Treblinka se sont déroulées sous son commandement. Condamné à la réclusion à perpétuité, il meurt en prison le 28 juin 1971, alors qu'il attendait les résultats de l’appel qu’il avait interjeté contre sa condamnation à perpétuité.